# Ramón Tapia
Ramón Tapia Zapata est un boxeur chilien né le 17 mars 1932 à Antofagasta et mort le 11 avril 1984.

## Carrière
Ramón Tapia participe au concours de boxe aux Jeux olympiques d'été de 1956 à Melbourne en catégorie poids moyens et remporte lors de cette épreuve la médaille d'argent en ne s'inclinant qu'en finale face au Soviétique Gennadiy Shatkov.

## Parcours auxJeux olympiques
Jeux olympiques d'été de 1956 à Melbourne (poids moyens) :
- Bat Zbigniew Piórkowski (Pologne) par KO au 1er round
- Bat Július Torma (Tchécoslovaquie) par KO au 2e round
- Bat Gilbert Chapron (France) aux points
- Perd contre Gennadiy Shatkov (URSS) par KO au 1er round

## Référence
1. ↑  (en) Résultats des Jeux olympiques 1956 (amateur-boxing.strefa.pl)